# Berliner Pflanze (Düngemittel)
Berliner Pflanze ist ein mineralischer Dünger, der von den Berliner Wasserbetrieben aus Klärschlamm gewonnen wird.

## Phosphorrückgewinnung
Die Berliner Wasserbetriebe haben in Zusammenarbeit mit der Technischen Universität Berlin im Klärwerk Waßmannsdorf ein Verfahren entwickelt, mit dem aus dem Klärschlamm kristalline Phosphorsalze gewonnen werden kann. Dabei wird durch die Zugabe von Fällungsmitteln Magnesiumammoniumphosphat (MAP) ausgefällt. Das Verfahren wurde patentiert. Das so gewonnene MAP wurde 2008 als mineralischer Langzeitdünger zugelassen und wird unter dem Namen Berliner Pflanze vermarktet. Die Produktion beträgt mehrere hundert Tonnen im Jahr.

## Zusammensetzung

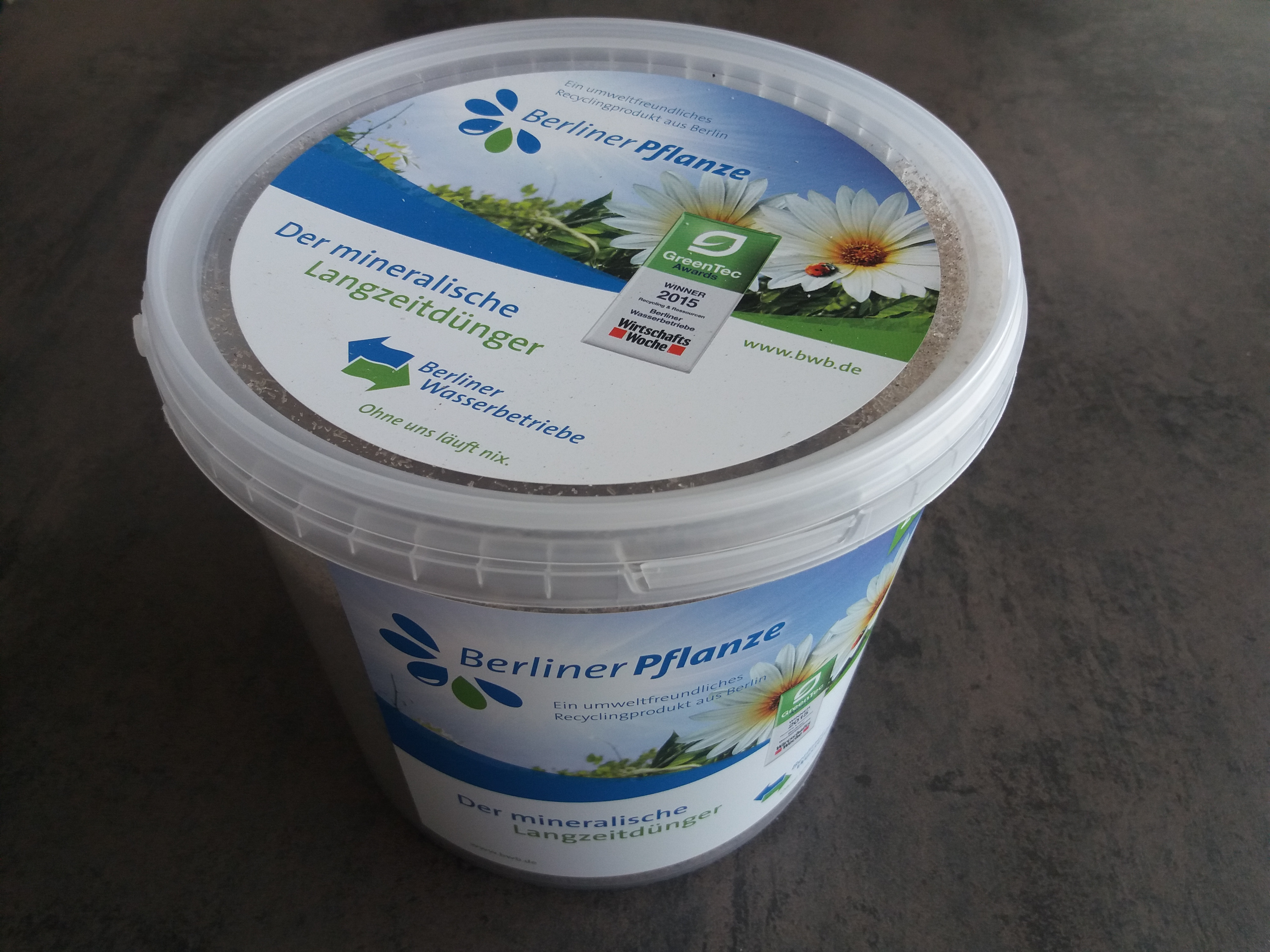
2-kg-Packung des Mineraldüngers Berliner Pflanze

Der Dünger besteht durchschnittlich aus 
- 62 % MAP
- 10 % Wasser (Feuchtigkeit)
- 9 % organischen Bestandteilen
- 10 % Sand sowie
- 9 % anderen mineralischen Bestandteilen[2]

## Auszeichnung
Für die Entwicklung des Verfahrens wurden die Berliner Wasserbetriebe 2015 mit dem GreenTec Award in der Kategorie Recycling & Ressourcen ausgezeichnet. Das Verfahren wurde auch auf der Internationalen Gartenausstellung 2017 vorgestellt.

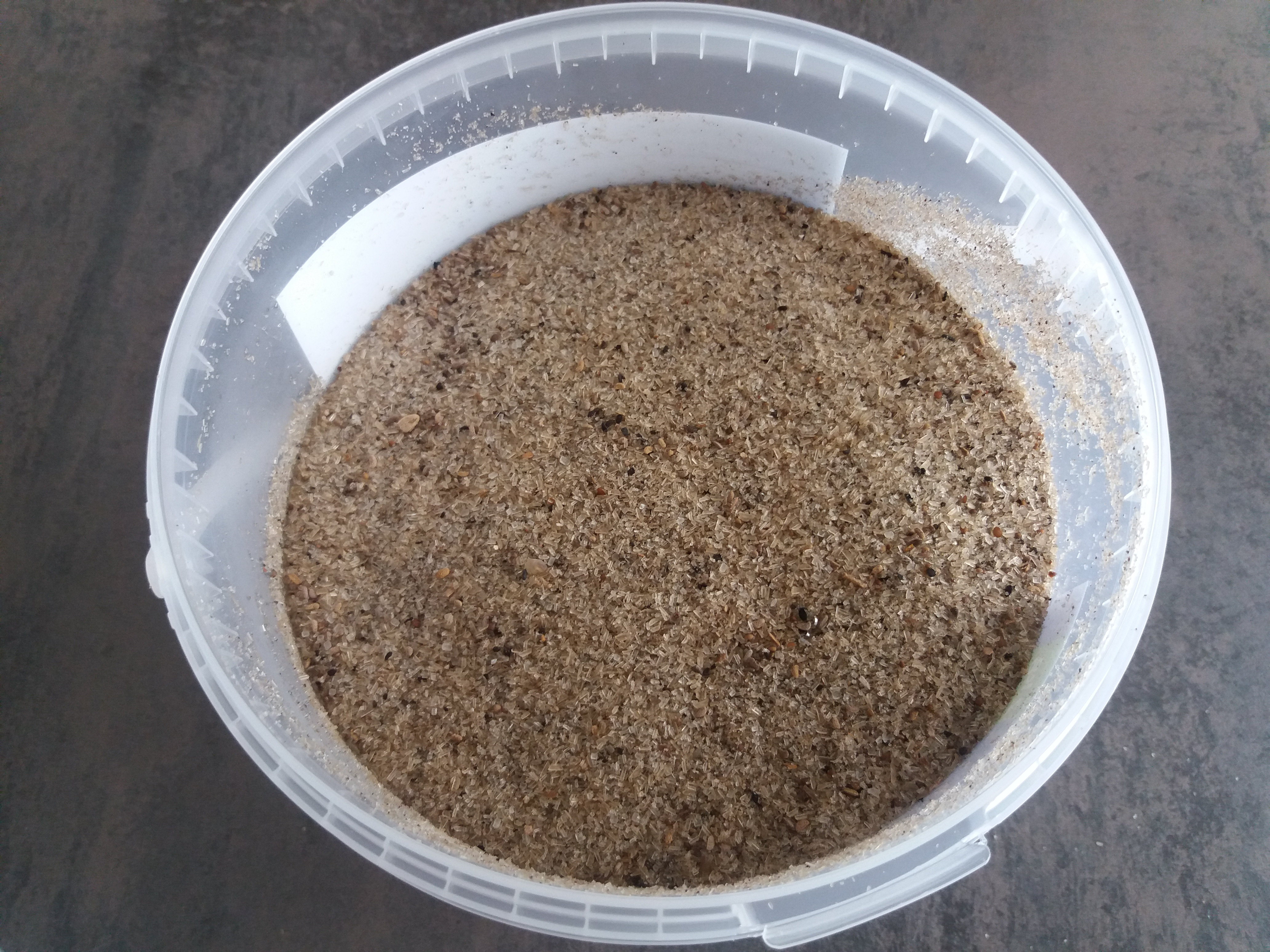
Mineraldünger Berliner Pflanze